# Lac des Îles (Beauce-Sartigan)
Pour les articles homonymes, voir Lac des Îles (Grandes-Piles).
Le lac des Îles, anciennement nommé le lac de la Grande Coulée, est un lac situé près du village de Saint-Hilaire-de-Dorset, dans la municipalité régionale de comté de Beauce-Sartigan, dans la région administrative de Chaudière-Appalaches, au Québec, Canada. La décharge du lac rejoint la Rivière de la Grande Coudée, près de  Saint-Martin, et est un affluent de la Rivière Chaudière, donc un sous-affluent du Fleuve Saint-Laurent

## Géographie
Sa superficie est d'environ 2 km2, son altitude de 420 mètres.

## Tourisme
Le camping, la pêche, le kayak et des activités de plein air diverses sont accessibles près du lac et sa région environnante dans un milieu naturel.

## Toponymie
Le toponyme "Lac des Îles" a été officialisé le 31 janvier 1980 à la Banque de noms de lieux de la Commission de toponymie du Québec.